# Oveja Saryja

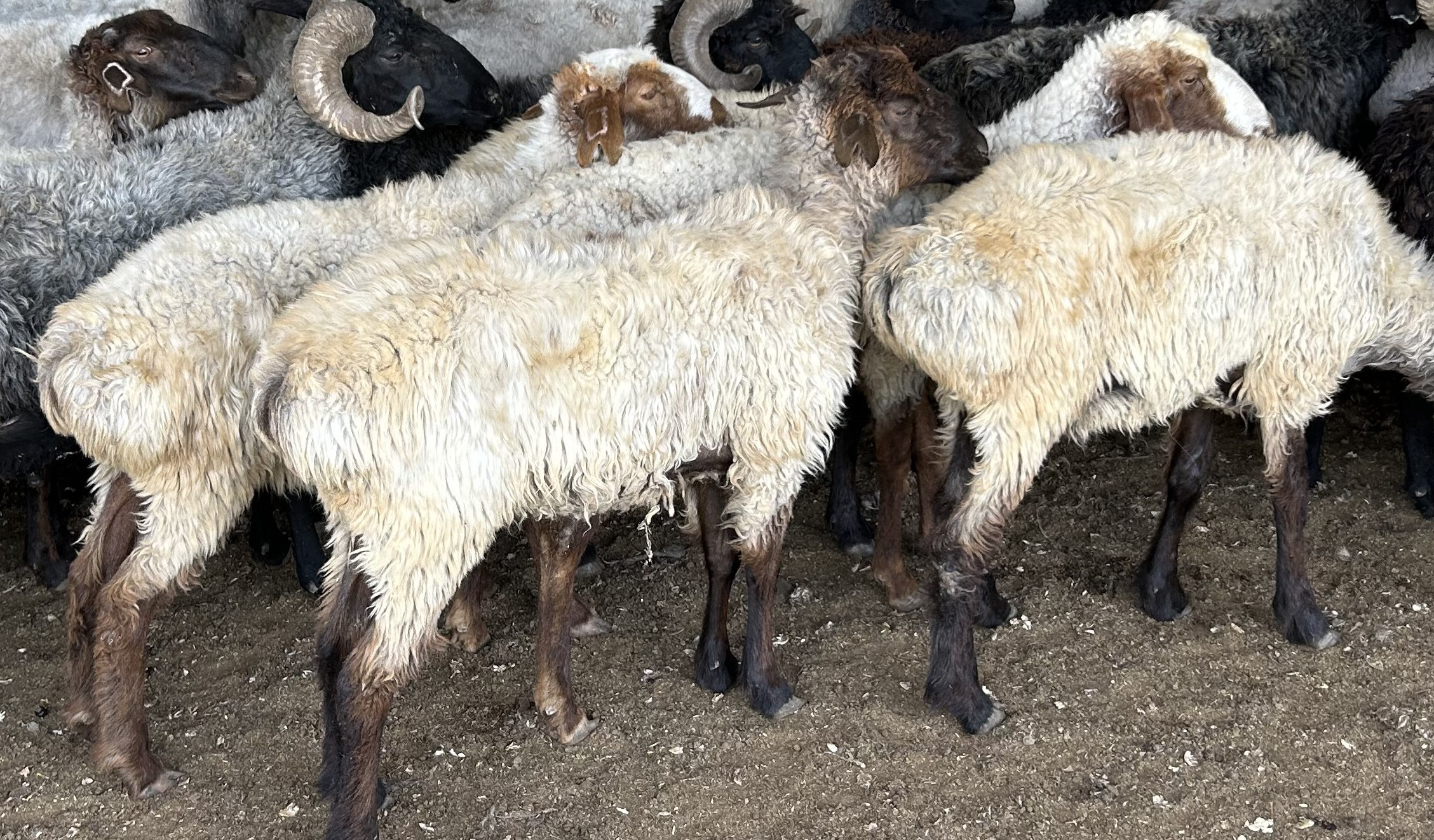
Raza de oveja Saryja en Turkmenistán

Saryja (también: Saraja; turcomano: saryja goýuny) es una raza de ovejas de cola gorda desarrollada en el territorio de Turkmenistán. La raza se desarrolló mediante una selección a largo plazo de razas turcomanas de ovejas de cola gorda, que tenían un alto contenido de pelusa en la lana. La raza recibió su nombre de la aldea de Saryja, situada cerca de la ciudad turcomana de Mary.

## Sobre la raza
Las ovejas de la raza Saryja suelen ser de color blanco, mientras que las patas y la cabeza son rojas. La musculatura está poco desarrollada, y el pelaje es semigrueso y brillante, contiene mucha pelusa y casi no contiene pelo muerto. El vello es de estructura trenzada, la longitud de las trenzas es de 13-18 cm y la de la pelusa de 6-9 cm.
El peso medio de una oveja adulta es de 50 a 60 kg, los ejemplares más grandes alcanzan los 75 kg, el peso medio de un carnero es de 80 a 90 kg, y los más grandes llegan a los 100 kg o más.
La oveja Saryja es resistente y se adapta bien a la cría en pastos durante todo el año y con alimentación limitada en invierno. Se la considera una de las mejores razas de cola gorda de carne y sebo. Con la ayuda de carneros reproductores de la raza Saryja se desarrollaron grupos de razas ovinas como la Tayik y la Karagaly.
En Turkmenistán, las ovejas Saryja se crían en la parte meridional del Karakum central, así como en las llanuras adyacentes a la cordillera de Kopetdag.También se crían ovejas de raza Saryja en Kazajstán, Uzbekistán y Rusia (región de Oremburgo y Altai).